# جواز سفر بنمي
يصدر جواز سفر بنمي لمواطني بنما لتسهيل السفر الدولي. اعتبارًا من 13 أبريل 2021 كان لدى مواطني بنما إمكانية الوصول إلى 142 دولة وإقليم بدون تأشيرة أو تأشيرة عند الوصول، مما جعل جواز السفر البنمي في المرتبة 34 من حيث حرية السفر وفقًا لمؤشر هينلي لجوازات السفر.

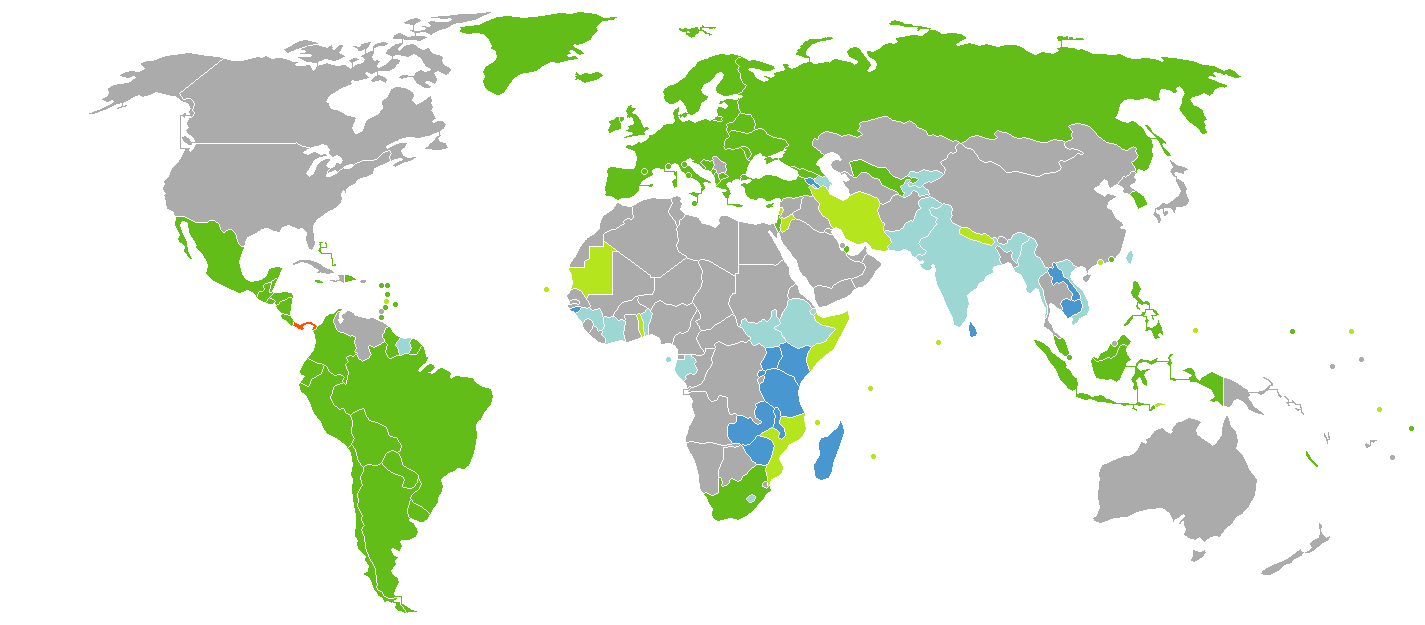
متطلبات التأشيرة
بنما
بدون تأشيرة
تأشيرة عند الوصول
تأشيرة عند الوصول أو تأشيرة إلكترونية
تأشيرة إلكترونية
مطلوب تأشيرة

في يناير 2014 أصدار بنما جوازات سفر إلكترونية للمواطنين. ارتفعت تكلفته الجواز من 50 دولار إلى 100 دولار.